# DSO Strakonicka
DSO Strakonicka je dobrovolný svazek obcí v okresu Strakonice, jeho sídlem jsou Strakonice a jeho cílem je regionální rozvoj. Sdružuje celkem 7 obcí a byl založen v roce 2001.

## Obce sdružené v mikroregionu
- Strakonice
- Drachkov
- Kraselov
- Libětice
- Mutěnice
- Radošovice
- Sousedovice